# Doliomyces
Doliomyces — рід аскомікотових грибів родини Amphisphaeriaceae. Назва вперше опублікована 1961 року.

## Класифікація
До роду Doliomyces відносять 3 види:
- Doliomyces mysorensis
- Doliomyces saksenaensis
- Doliomyces senegalensis